# Positivismo giuridico
Col termine positivismo giuridico o giuspositivismo si intende quella dottrina di filosofia del diritto, la quale considera come unico possibile diritto il diritto positivo, ossia quello posto dal legislatore umano.

## Definizioni
La dottrina del giuspositivismo si presenta in opposizione sia a quella del legalismo o giusformalismo kelseniano (secondo cui, ad eccezione di un'ipotetica Grundnorm astratta, diritto è quello promulgato nel rispetto formale delle norme di produzione) sia a quella del giusnaturalismo, tanto che Bobbio le ha chiamate "i due fratelli nemici".
La differenza tra le ultime due consiste nel fatto che:
- il giuspositivismo è una concezione monista del diritto, che ritiene che il diritto positivo sia l'unico diritto degno di questo nome;
- il giusnaturalismo è una concezione dualista: sostiene cioè l'esistenza di due ordini di diritto,

1. un diritto naturale: insieme di principi eterni e universali;
2. un diritto positivo che si trova in relazione subordinata: prodotto storico che promana dalla volontà del legislatore.

Per i giusnaturalisti il diritto positivo, per essere valido, dev'essere giusto e quindi conforme ai principi del diritto naturale.
Il giusnaturalismo stabilisce una correlazione necessaria tra il diritto storicamente vigente e la morale, come insieme di principi razionali che governano la vita associata.
Il giuspositivismo, invece, esclude che tra i due debba esservi una relazione necessaria e ammette in alcune sue forme che il diritto possa essere anche ingiusto, scindendo la sua validità dalla sua giustizia.
Norberto Bobbio (mutuando la posizione di Thomas Hobbes) sostiene che il diritto naturale non possa essere considerato un vero e proprio diritto, ma sia "un diritto disarmato", perché, a differenza del diritto positivo, manca del carattere della coercibilità, cioè della possibilità di essere fatto valere con la forza.

## Precursori
Tra i precursori del positivismo giuridico si può considerare Thomas Hobbes (1588-1679), con la sua teoria dell'assolutismo politico, secondo la quale il sovrano è al di sopra delle leggi che egli stesso pone.
Lo Stato, che Hobbes chiama «Dio mortale», è uno stato assoluto in cui i poteri legislativo, esecutivo e giudiziario sono concentrati nelle mani del sovrano.
Da questa concezione politica deriva una concezione giuspositivista secondo cui unico possibile diritto è la legge del sovrano, che determina il giusto e l'ingiusto.

## Le codificazioni moderne
Se Hobbes rappresenta l'origine del giuspositivismo moderno, l'età della codificazione, poco più di un secolo dopo, è il fenomeno che consolida e afferma definitivamente la concezione giuspositivista.
Sono tre le forze che conducono alla nascita dei codici e alla dottrina secondo cui il diritto coincide con la legge:
1. Un'esigenza di chiarezza che spinge i giuristi del tempo ad avere un corpo di leggi chiare, un'organizzazione delle fonti del diritto che eliminasse quella massa confusa e incerta composta dal diritto romano, impiegato fino al '700, diritto canonico, diritto imperiale, statuti delle città, pareri dei giuristi e usi locali.
2. Un'esigenza politica, manifestata dai sovrani che promulgano i codici, di assicurare il controllo e l'unità politica degli stati con un corpo di leggi che portasse il sigillo dello Stato (dicono che Napoleone, che promulgò il codice civile francese nel 1804, considerasse il codice come una delle sue più grandi opere politiche).
3. Infine un'esigenza di giustizia sociale che vedeva, nelle parole scritte della legge, l'affermazione dei diritti naturali degli individui, tradotti in diritti positivi garantiti dallo stato.

La codificazione sembrò quindi a molti la chiave per far coincidere chiarezza, razionalità, giustizia ed efficacia.
Dal momento in cui nacquero i primi codici civili (1794 codice prussiano, 1804 codice francese, 1811 codice austriaco) il diritto civile stesso finì per coincidere col codice: il lavoro del giudice era ridotto a una mera applicazione di una norma. Unica interpretazione ammessa era quella letterale che doveva cogliere il significato delle parole della legge, espressione della volontà del legislatore.
La concezione che nasce dai codici si chiama anche legalista, perché fa coincidere il diritto con la legge.
Più propriamente, si distingue un giuspositivismo forte collegato alla Rivoluzione francese da un giuspositivismo debole o compromissorio che si diffonde gradualmente dopo la Seconda guerra mondiale con l'affermarsi del pensiero post-moderno. In entrambi, come nota Norberto Bobbio, il positivismo si presenta come metodo, teoria e ideologia del diritto.

## Il pensiero di Kelsen e il neopositivismo
Hans Kelsen, a partire dagli anni 30 del ventesimo secolo, rielabora alcuni concetti del giuspositivismo, mettendo in primo piano le forme e la struttura della norma a scapito dei valori che la ispirano. Per questo motivo si parla di avalutatività: la legge non è né buona né cattiva, semplicemente è. 
Secondo Kelsen, la legge considera il diritto per quello che è, non per come dovrebbe essere, senza qualificarlo come giusto o ingiusto, in poche parole senza dare un giudizio in merito, ma considerandolo nella sua validità formale (giusformalismo). 
Il contenuto delle norme, e quindi la loro giustizia o ingiustizia, riguarda la politica del diritto e non la scienza del diritto che invece ha come oggetto la conoscenza delle norme giuridiche valide, esistenti . La scienza del diritto, per il giurista, è quindi una scienza che si occupa della validità, non della efficacia delle norme; è perciò una scienza normativa che cerca di conoscere e di descrivere le disposizioni che indicano il modo in cui gli uomini devono comportarsi e le sanzioni che si debbono imputare ad essi nel caso in cui non si comportino nel modo indicato. 
Per la scienza del diritto, unico diritto è il diritto valido, prodotto secondo i criteri stabiliti dalla Costituzione e quindi da norme fondamentali superiori (Grundnorm) da cui derivano tutte le altre norme inferiori. 
Kelsen traccia dunque una netta distinzione tra scienza, come analisi oggettiva che mira alla comprensione delle norme e politica, come esigenza di carattere soggettivo che si propone di legittimare come giusto o ingiusto un determinato valore:

«La dottrina pura del diritto è una teoria del diritto positivo e non di un particolare ordinamento giuridico, è  teoria   generale  del diritto non  interpretazione di norme giuridiche particolari, statali o internazionali.
Essa come teoria vuole conoscere esclusivamente e unicamente il suo oggetto. Essa cerca di rispondere alla domanda; che cosa e come è il diritto non però alla domanda: come esso deve essere o deve essere costituito.
Essa è scienza del diritto non già politica del diritto..»
(lineamenti di dottrina pura del diritto, Hans Kelsen)

La dottrina pura del diritto si basa su un approccio scientifico dello studio e ciò è possibile solo se il diritto viene appunto purificato da qualsiasi altro elemento estraneo a tale concetto, derivante da teorie di psicologia, etica, politica, sociologia. 
In sintesi il neopositivismo Kelseniano è una concezione che identifica il diritto con la legge dello Stato e sostiene che la mansione principale del giurista è quella di limitarsi a descrivere le norme giuridiche positive.

## Dibattito contemporaneo
A partire dagli anni '60, tuttavia, la contrapposizione tra giusnaturalismo e giuspositivismo è andata sfumando per lasciare il passo al nuovo confronto tra i giuspositivisti, che continuano ad escludere la connessione tra diritto dello Stato e principi morali, e i neocostituzionalisti (Dworkin), che ritengono invece che tra i due esista una connessione necessaria, espressa dai principi costituzionali.